# Île Tascon
Die Île Tascon ist eine etwa rechteckige Gezeiteninsel (französisch Île-de-marée) von 55 ha Größe bei Saint-Armel im Osten des Golfs von Morbihan in der Bretagne in Frankreich. Sie ist die drittgrößte Insel im Golf. Tascon ist allgemein flach und erreicht am Nordende kaum die Höhe von 15 Metern.

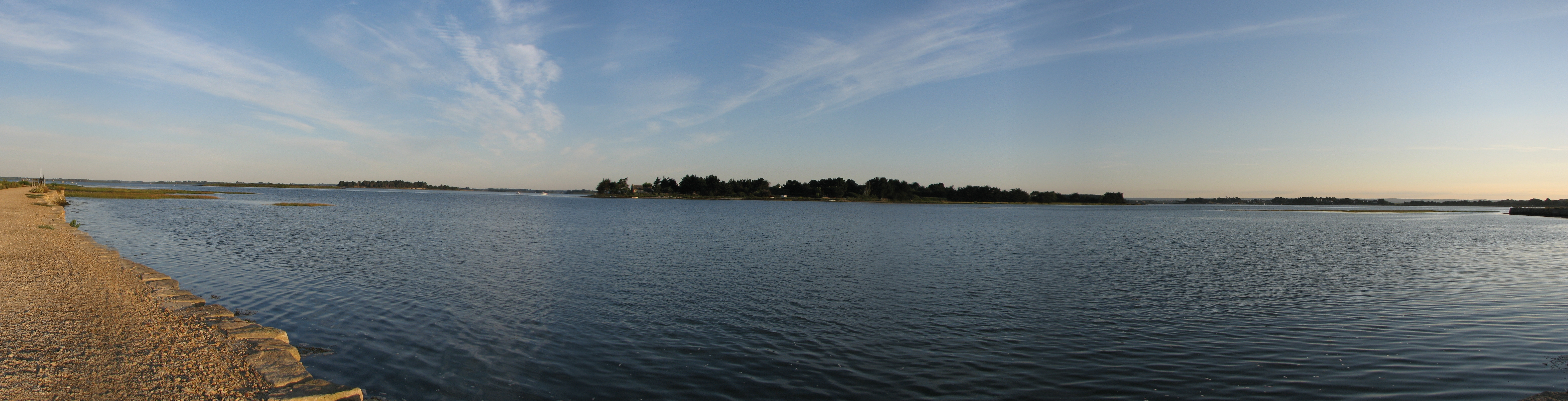
Panorama Île Tascon

Die Île Tascon wird bei Niedrigwasser durch eine etwa 400 m lange "Chaussée submersible" (deutsch „Gezeitenstraße“), die ansonsten vom Meer überflutet ist, mit dem Festland verbunden ist. An der Südspitze der Insel führt ein zweiter kleiner Damm (200 m lang) aus Sand zur winzig kleinen Insel Enezy.
In der Mitte der Insel, rund um einen Bauernhof gruppiert, gibt es ein kleines Dorf und im Südosten einige Ferienwohnungen.